# Fédération addiction
La Fédération addiction est une association française regroupant des organismes et des professionnels travaillant dans le champ de l'addictologie. Elle a été créée en 2011 par la fusion de l'Association nationale des intervenants en toxicomanie et addictologie (ANITEA) et de la Fédération des acteurs de l’alcoologie et de l’addictologie (F3A).
La Fédération addiction revendique 850 établissements et services de santé adhérents ainsi que 500 adhérents individuels et se présente comme « le premier réseau d’addictologie de France ».

## Histoire
La loi du 31 décembre 1970 est à l'origine de la prise en charge des usagers de drogues en France : elle considère l'usager  de stupéfiants à la fois comme un malade et comme un délinquant. Après son adoption, des structures de soins spécialisés ouvrent dans les années 1970 : ce sont alors des dispositifs sanitaires comme l'hôpital Marmottan fondé en 1971 par le psychiatre Claude Olievenstein. Avec la loi du 30 juin 1975 est créé un secteur médico-social spécifique avec l'émergence de dispositifs pour la toxicomanie et l'alcoologie détachés des hôpitaux.
L'Association nationale des intervenants en toxicomanie (ANIT) est ainsi créée en 1980 « afin de rassembler les intervenants en toxicomanie ». Dans un contexte de stigmatisation des consommateurs de drogue, notamment en raison de l'épidémie de VIH-sida, l'ANIT milite pour le respect de l'anonymat de usagers et l'accès gratuit aux soins. L'association est divisée dans les années 1990 par le débat autour de la réduction des risques avant finalement de se positionner pour.
La Fédération française des centres d'hygiène alimentaire et d'alcoologie (FFCHAA) est, quant à elle, créée en 1994. Elle prend le nom de Fédération française de l’alcoologie ambulatoire (FFAA) en 1999.
À partir de la fin des années 1990, le concept d'addictologie s'impose et remet en cause le traitement séparé des questions d'alcool, de tabac et de drogues illicites. La loi du 2 janvier 2022 crée les centres de soins, d'accompagnement et de prévention en addictologie (CSAPA), financés par l'Assurance maladie. Dans le courant de ces évolutions, la FFAA devient la Fédération française des acteurs de l’alcoologie et de l’addictologie (F3A) en 2002 et l'ANIT l'Association nationale des intervenants en toxicomanie et addictologie (ANITEA) en 2008.
Les deux organisations entament un rapprochement à partir de 2007 qui aboutit en 2011 à leur fusion et à la création de la Fédération Addiction.

## Organisation
La Fédération addiction regroupe :

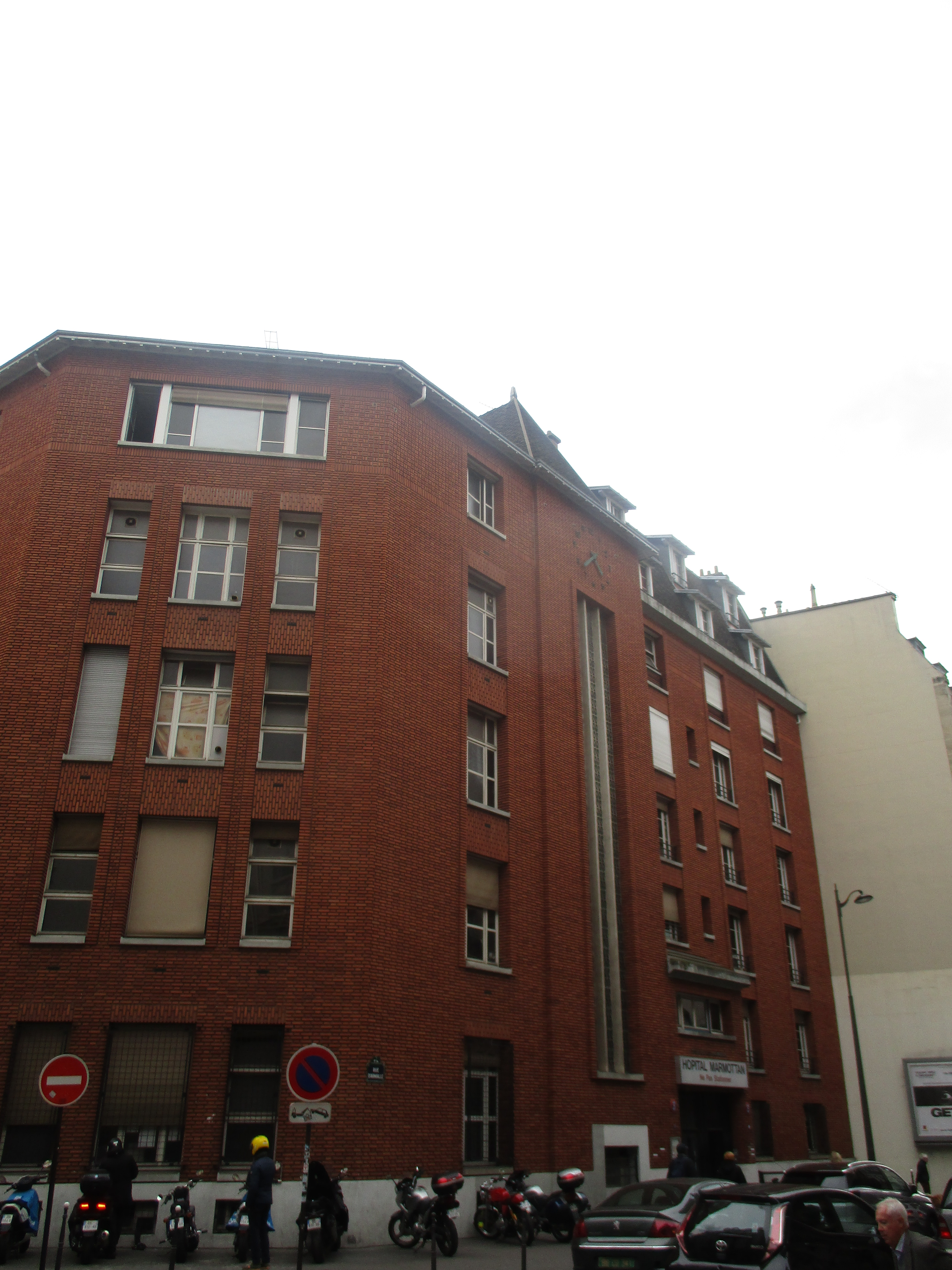
L'hôpital Marmottan, un des premiers centres d'addictologie de France, est adhérent de la Fédération Addiction.

- des personnes morales, principalement des associations gestionaire de centres d'addictologie (CSAPA, CAARUD) ou de communautés thérapeutiques ainsi que des services hospitaliers d'addictologie ;
- des adhérents individuels, professionnels de l'addictologie : médecins, psychologues, travailleurs sociaux,…

### Fonctionnement

#### Présidents
- 2011-2018 : Jean-Pierre Couteron
- 2018-2024 : Jean-Michel Delile[6]
- Depuis 2024 : Catherine Delorme[7]

#### Déléguées générales
- 2011-2022 : Nathalie Latour
- depuis 2022 : Marie Öngün-Rombaldi[1]

## Activités

### Projets et publications
La Fédération addiction développe des projets visant à « accompagne[r] les professionnels pour décloisonner les approches et améliorer les pratiques ». Elle publie différents guides à destination des intervenants en addictologie afin d'améliorer les pratiques professionnelles, par exemple sur le chemsex, les liens entre addictions et troubles psychiatriques, l'accompagnement des consommateurs de cocaïne, etc.

### Congrès
La Fédération addiction organise chaque année un congrès réunissant environ un millier de participants et présenté comme « le plus important évènement de France sur les drogues et les addictions ».

### Plaidoyer

#### Politique des drogues
La Fédération addiction se positionne contre la politique de pénalisation des drogues « qui ne sert à rien et coûte cher ». Elle relève que « le nombre d’usagers ne baisse pas alors que la France a l’une des politiques les plus répressives en matière de stupéfiants ».
La Fédération addiction fait partie du « collectif pour une nouvelle politique des drogues » qui soutient la dépénalisation de la simple consommation de drogues et a lancé une pétition en ce sens en juin 2023,,.

#### Alcool
La Fédération Addiction dénonce les discours publics qui tendent à minimiser les dangers du vin. Elle souhaite des campagnes [de prévention] « qui invitent à réduire quantitativement la consommation d’alcool » mais rappelle également que « La stratégie de dire “l’alcool, c’est mal” ne fonctionne pas auprès d’un public jeune » et soutient des campagnes sur la réduction des risques liés à la consommation d'alcool,.
La Fédération addiction anime en France la campagne du Dry January, incitant à l'absence de consommation d'alcool après la soirée du Nouvel An et durant tout le mois de janvier, malgré la décision des pouvoirs publics de ne pas soutenir cette action en 2020,. La Fédération critique dans cette décision le « jeu des lobbys » de l'alcool.

#### Tabac
La Fédération Addiction soutient la hausse du prix du tabac et l'interdiction de fumer dans les lieux publics. Elle appelle toutefois les autorités à des mesures spécifiques à destination des fumeurs précaires,.
En 2023, le président de la Fédération Addiction Jean-Michel Delile a signé une tribune soulignant « la moindre nocivité » de la vapoteuse par rapport au tabac et rappelant « que vapoter se soit avéré utile pour aider les fumeurs à quitter la cigarette ».

#### Réduction des risques
La Fédération addiction défend une politique de réduction des risques par « l’éducation préventive », les « actions d’intervention précoce » et le soin. Elle soutient également l'ouverture de salles de consommation à moindre risque.